# Anno uno (film 2009)
Anno uno (Year One) è un film commedia del 2009 scritto e diretto da Harold Ramis, alla sua ultima esperienza cinematografica.

## Trama
Zed e Oh sono due uomini primitivi e imbranati cavernicoli, rispettivamente un cacciatore e un raccoglitore, che dopo essere stati banditi dal loro villaggio iniziano un lungo viaggio biblico incontrando Caino mentre uccide Abele.
Vengono poi resi schiavi dalle guardie di Sodoma e incontrano Abramo proprio poco prima che questo sacrifichi suo figlio Isacco, e Zed ferma il rito, dicendo di esser un messaggero di Dio: sono così invitati a casa di Abramo e, dopo aver cenato, il giovane Isacco sano e salvo porta Zed e Oh a Sodoma, dove Abramo ha intenzione di circonciderli.
Qui vengono nuovamente catturati ma, appena poco prima di venir sodomizzati dai soldati, accorre in loro aiuto Caino, anch'egli divenuto soldato, che li chiama "fratelli" e riesce a salvarli. Si scusa con loro per averli venduti come schiavi, offre loro del cibo e trova loro un lavoro come guardie: in questi panni per strada incontrano la principessa della zona Inanna, afflitta dal senso di colpa perché la sua città è alla fame. Quella stessa sera vede Zed e lo invita al suo banchetto, per poi portarselo via in disparte.
A palazzo Zed vede Maya ed Eema, ridotte schiave, che servono al banchetto, mentre Oh è costretto a seguire il Sommo Sacerdote per un "rito", quello di ungergli sensualmente tutto il corpo dietro una tenda; più tardi Zed rivede Inanna, che lo porta al Santo dei Santi e gli chiede di entrare, credendolo "il Prescelto". Lì dentro, Zed trova Oh, che si sta nascondendo dal perverso Sommo Sacerdote: vengono sorpresi dal volubile Caino, il quale li imprigiona per essere entrati nel tempio sacro. All'inizio entrambi vengono condannati a morte per lapidazione, ma Zed fortunatamente riesce a convincere le autorità ad avere pietà e a condannarli invece ai lavori forzati fino alla loro morte.
La mattina seguente il re di Sodoma dichiara che sacrificherà agli dei sua figlia e due vergini (proprio Maya ed Eema, secondo Caino le "seguaci del Prescelto").
Ancora una volta è Zed a salvare la situazione, interrompendo il rito; intanto Oh induce la popolazione alla rivolta, col motto "Il Prescelto arriverà!": sul più bello arriva anche Abramo con gli Ebrei, per aiutare a spodestare il re dal suo trono. Finalmente, festeggiando che le due ragazze non sono state sacrificate, Oh ed Eema fanno sesso nel palazzo. Intanto Zed ora comanda i soldati, che hanno ucciso il re.
La folla vuole proclamare Zed leader, essendo il "Prescelto", ma, per rimanere coi suoi amici Oh, Eema e Maya, abbandona il suo desiderio di fare il "Salvatore". Così lascia il regno nelle mani dell'onesta e saggia Inanna, e mettendosi con Maya diviene un esploratore, mentre Oh diventa il capo del suo villaggio natale: qui i due amici si dicono addio e si separano, finalmente liberi e felici.

## Produzione

### Cast
I protagonisti Jack Black e Michael Cera vengono affiancati da un nutrito cast: tra gli altri, Olivia Wilde veste i panni della principessa Inanna, Christopher Mintz-Plasse interpreta Isacco mentre Hank Azaria ricopre il ruolo di Abramo. Il regista del film Harold Ramis impersona Adamo mentre Rhoda Griffis è Eva, inoltre Kyle Gass è Zaftig l'Eunuco, Bill Hader interpreta uno sciamano e Vinnie Jones il capo delle guardie di Sodoma. Infine Paul Rudd impersona Abele.

### Riprese
Le riprese del film, svolte durante il gennaio del 2008, hanno avuto luogo tra Louisiana e New Mexico, nel film considerata "la fine del mondo".

## Promozione
Una prima pubblicità del film è stata mandata in onda durante il Super Bowl XLIII, nel 2009; appena due giorni più tardi su YouTube è stata pubblicata una clip del film. Il trailer è invece uscito assieme all'uscita nelle sale del film I Love You, Man, anch'esso con Paul Rudd nel cast, il 19 giugno 2009.

## Distribuzione
Il film, prodotto dalla Apatow Productions, è stato distribuito negli Stati Uniti il 19 giugno 2009 dalla Columbia Pictures mentre è uscito nelle sale cinematografiche italiane il 6 novembre 2009, distribuito dalla Sony Pictures.

## Accoglienza

### Incassi
Il film, che soltanto nel suo primo fine settimana di apertura riuscì ad incassare oltre 19,5 milioni di dollari, guadagnò in tutto il mondo un totale 62,5 milioni $ a fronte di un budget di circa 60 milioni.

### Critica
Il film non è stato affatto benaccolto dalla critica: infatti per esempio, sul sito web Rotten Tomatoes riceve solo il 14% delle recensioni professionali positive, con un voto medio di 3,95/10, basato su 173 recensioni; il consenso critico del sito l'ha definito "una commedia scadente e sbrigativa".
Su Metacritic il film ottiene un punteggio medio di 34 su 100, basato su 28 critiche, indicando "recensioni generalmente sfavorevoli".
USA Today ha descritto il film come "sciocco, che spreca il potenziale del suo cast utilizzando un umorismo giovanile osceno", così come il critico Roger Ebert, che assegna soltanto 1 stella su 4, scrivendo che "l'unico traguardo alla fine è finirlo!".
Infine il New York Post ha definito il film "mediocre nella migliore delle ipotesi", offrendo un voto di 1,5 stella su 5.

## Riconoscimenti
- 2009 - Teen Choice Awards
  - Candidatura per la migliore commedia a Harold Ramis[14]